# Alberto Valentini
Alberto Aldo Valentini González (* 25. November 1937 in Valparaíso; † 24. Oktober 2009 in Santiago de Chile) war ein chilenischer Fußballspieler. Er nahm mit der Nationalmannschaft seines Heimatlandes an der Fußball-Weltmeisterschaft 1966 teil.

## Karriere

### Verein
Valentini begann seine Profikarriere 1957 bei den Santiago Wanderers in seiner Heimatstadt. Mit diesem Klub gewann er 1958 die chilenische Meisterschaft sowie 1959 und 1961 den chilenischen Pokal.
1966 wechselte er zu CSD Colo-Colo aus der Hauptstadt Santiago de Chile. Dort wurde er 1970 und zum Abschluss seiner aktiven Laufbahn 1972 ebenfalls nationaler Meister.

### Nationalmannschaft
Zwischen 1962 und 1966 bestritt Valentini 18 Länderspiele für die chilenische Fußballnationalmannschaft, in denen er ohne Torerfolg blieb.
Er stand bei der Fußball-Weltmeisterschaft 1966 in England im chilenischen Aufgebot. Nachdem Valentini bei der 0:2-Niederlage im ersten Gruppenspiel gegen Italien nicht eingesetzt worden war, stand er im zweiten Spiel gegen Nordkorea in der Startelf. Das dritte Gruppenspiel gegen die Sowjetunion war gleichzeitig auch der letzte Einsatz von Valentini in der Nationalmannschaft. Chile schied als Gruppenletzter nach der Vorrunde aus dem Turnier aus.

## Erfolge
- Chilenischer Meister: 1958, 1970, und 1972
- Chilenischer Pokal: 1959 und 1961